# Alfred Perlès
Alfred Perlès (geboren 1897 in Wien, Österreich-Ungarn; gestorben 27. Januar 1990 in Wells, Somerset, England) war ein britischer Autor und Übersetzer österreichischer Herkunft. Bekannt geworden ist Perlès vor allem durch seine lebenslange Freundschaft mit Henry Miller, Anaïs Nin und Lawrence Durrell.

## Leben
Perlès war der Sohn eines jüdischen Geschäftsmanns aus Böhmen und einer französischen Katholikin. Nach Ende des Ersten Weltkriegs, an dem er teilnahm, verließ er Österreich mit dem Ziel, Schriftsteller zu werden.
Ab Beginn der 1920er Jahre hielt er sich in Paris auf, wo er ab 1927 für die Pariser Ausgabe der Chicago Tribune arbeitete. Dort lernte er June Miller, die Frau von Henry Miller, kennen und hatte eine Affäre mit Jean Kronski, Junes damaliger Geliebten. 1931 konnte er Henry Miller, den er 1928 kennengelernt hatte, eine Stellung bei der Chicago Tribune beschaffen. Von 1932 bis 1934 lebten die beiden zusammen in einer Wohnung in Clichy, damals ein Vorort von Paris. Diese Zeit bildet den Hintergrund für die in Millers Stille Tage in Clichy (1956 erschienen) geschilderten Situationen. Perlès erscheint dort unter dem Namen Carl, ebenso in Millers Roman Wendekreis des Krebses, an dem Miller in jener Zeit arbeitete. Damals lernte er auch Anaïs Nin kennen, mit der Miller damals eine intensive sexuelle und literarische Beziehung unterhielt.
Nach Ausbruch des Zweiten Weltkriegs begab sich Perlès nach England, wo er die Schottin Anne Barrett kennenlernte, die er um 1950 heiratete. Nachdem er während seiner Zeit in Frankreich zwei Romane auf Französisch verfasst hatte, begann er nun auf Englisch zu schreiben. 1943 erschien sein erster englischer Roman The Renegade, der freundliche Aufnahme fand. 1947 ließ er sich naturalisieren. 1990 starb er mit 92 Jahren in Wells, Somerset, wo er seit Anfang der 1950er Jahre gelebt hatte.
1979 erschien Joey, ein Porträt von Perlès von Henry Miller (Miller und Nin nannten Perlès stets Joey oder Joe). In der Verfilmung von Stille Tage in Clichy von 1970 (Regie: Jens Jørgen Thorsen) wird Carl/Perlès von Wayne Rodda und in der Verfilmung von 1990 (Regie: Claude Chabrol) von Nigel Havers dargestellt.

## Werke (Auswahl)
- Sentiments Limitrophes (1935)
- Le Quatour En Re Majeur (1938)
- The Renegade (1943)
- Alien Corn (1944)
- Round Trip (1946)

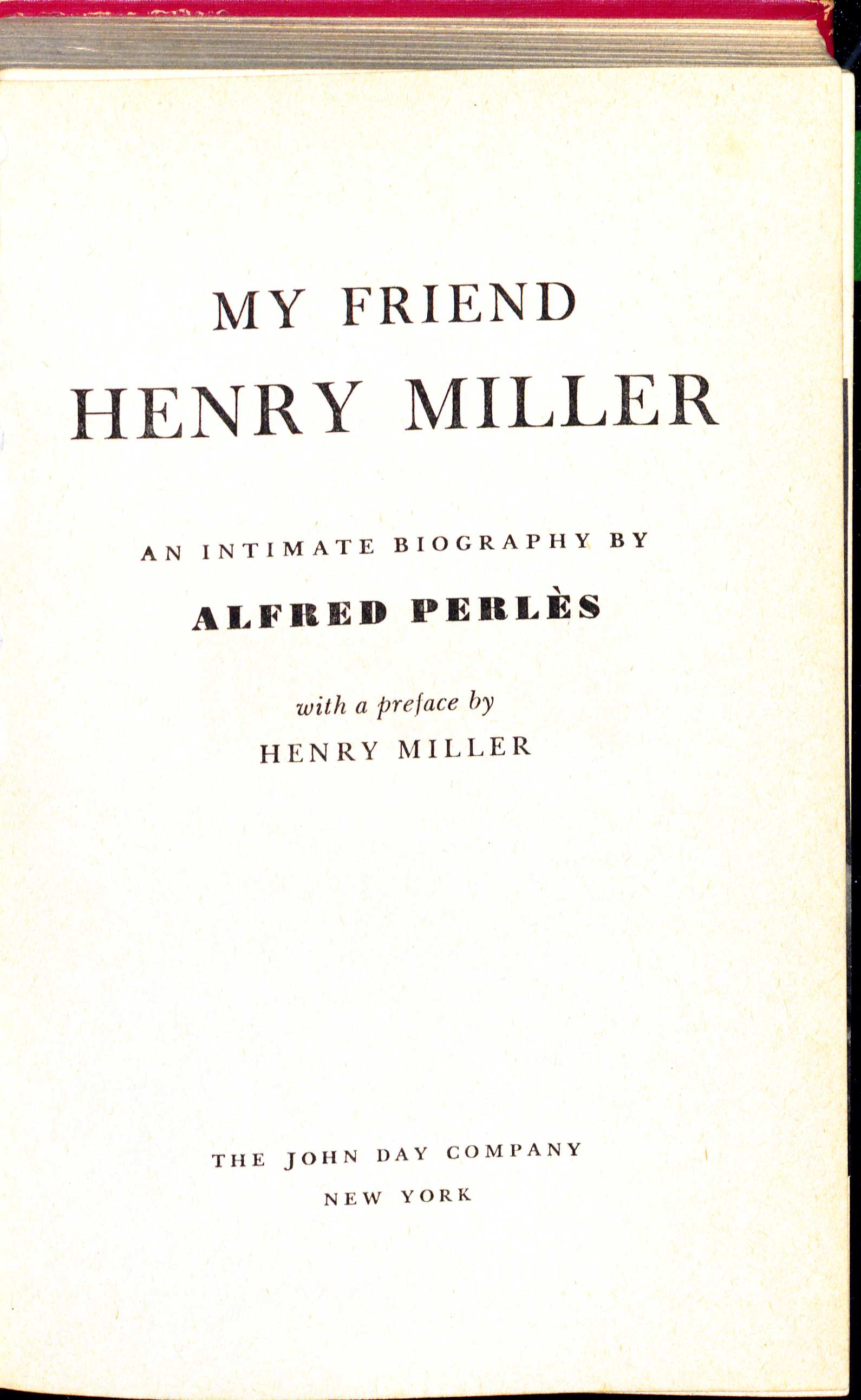
My Friend Henry Miller (1956)

- My Friend Henry Miller. An intimate Biography. New York: John Day, 1956
- Art And Outrage (mit Henry Miller und Lawrence Durrell, 1959; deutsch: Kunst und Provokation. Ein Briefwechsel Reinbek b. Hamburg 1960)
- Reunion in Big Sur. A letter to Henry Miller in reply to his ‚Reunion in Barcelona‘ (1959)
- My Friend Lawrence Durrell (1961; deutsch: Mein Freund Lawrence Durrell. Ein intimes Porträt Wiesbaden 1963)
- Scenes From A Floating Life (1968)
- My Friend Alfred Perlès: Coda to an Unfinished Autobiography (1973)
- Henry Miller in Villa Seurat (1973)

Übersetzungen:
- Hedwig Borgner: Rathausplatz no. 16 1957
- Rainer Maria Rilke: The lay of love and death of Cornet Christopher Rilke. London 1987